# Coartada
Coartada, en derecho penal, es la ausencia justificada del lugar en que se ha cometido un crimen. Por tanto, su existencia implica la imposibilidad de la participación activa del imputado en aquellos crímenes en los que la presencia física es un elemento esencial para determinar la culpabilidad. De ahí que la misma constituya, también, una forma de defensa dentro de los juicios del orden criminal.
En algunos sistemas jurídicos, a este tipo de defensa se le conoce por el término latino alibi, que significa «en otra parte».

## Etimología
El sustantivo coartada proviene del verbo latín «coarctare», que significa «limitar» o «restringir». El término se encuentra compuesto de la palabra «artare» o «arctare» que significa «estrechar» o «apretar»; y el prefijo «co-» o «con-» que implica la idea de juntar o englobar pero también el medio por el que se hace algo.

## Descripción
La defensa de coartada se basa en la aseveración por parte del inculpado de que no se encontraba en el lugar en que el delito fue cometido, generando así una imposibilidad física de su participación como sujeto activo en la comisión del crimen. Sin embargo, tal imposibilidad se encuentra condicionada a la prueba de su presencia en lugar y el tiempo que indica, a través de otros medios convictivos, ordinariamente, mediante testigos. 

(...) el acusado no pretende que el hecho alegado sea imposible en sí mismo, pero asegura que es imposible, por ser incompatible con otro hecho que puede probar con un testimonio de una fuerza superior. El acusado, por ejemplo, no puede haber cometido el crimen en cuestión, porque la escena del crimen imputada se supone en Londres, en cuyo tiempo se hallaba en York a doscientas millas de Londres. Este caso es conocido con el nombre de alibi o coartada.
Jeremy Bentham. Tratado de las pruebas judiciales.

Entre las clasificaciones que se han ofrecido sobre los tipos posibles de coartada, el canadiense Robert Montrose propone una división entre verdadaderas, erróneas y falsas. La diferencia entre verdaderas y falsas radicará en si el procesado ha mentido o no al momento de otorgar su coartada, o la ha fabricado, mientras que las erróneas son aquellas en las que la persona originalmente equivocó su paradero pero luego puede ser capaz de corregir.